# 田辺洋子
田辺 洋子（たなべ ようこ、1955年 - ）は、日本の英文学者。チャールズ・ディケンズの全作品と書簡集の完訳を続けている。
広島県生まれ。1977年広島大学文学部英文科卒、1982年同大学院博士課程後期課程単位取得満期退学。1999年「ディケンズ後期4作品研究 「視点」から脱「視点」へーBleak House, A Tale of Two Cities,Great Expectations,Our Mutual Friendを中心として」で広島大学文学博士。1982年広島経済大学講師、1987年助教授、1997年教授。

## 著書
- 『ディケンズ後期四作品研究 「視点」から脱「視点」へ : Bleak house, A tale of two cities,Great expectations, Our mutual friendを中心として』こびあん書房 1999 - 博士論文

### 翻訳
- ディケンズ『互いの友』こびあん書房 1996
- ディケンズ『ドンビー父子』こびあん書房 2000
- ディケンズ『ニコラス・ニクルビー』こびあん書房 2001
- ディケンズ『ピクウィック・ペーパーズ 新訳』あぽろん社 2002
- ディケンズ『バーナビ・ラッジ 新訳』あぽろん社 2003
- ディケンズ『リトル・ドリット 新訳』あぽろん社 2004
- ディケンズ『マーティン・チャズルウィット 新訳』あぽろん社 2005
- ディケンズ『デイヴィッド・コパフィールド 新訳』あぽろん社 2006
- ディケンズ『荒涼館 新訳』あぽろん社 2007
- ディケンズ『骨董屋 新訳』あぽろん社 2008
- ディケンズ『ボズの素描集』あぽろん社 2008
- ディケンズ『オリヴァー・トゥイスト 新訳』あぽろん社 2009
- ディケンズ『ハード・タイムズ 新訳』あぽろん社 2009
- ディケンズ『二都物語 新訳』あぽろん社 2010
- ディケンズ『エドウィン・ドゥルードの謎』溪水社 2010
- ディケンズ『大いなる遺産 新訳』溪水社 2011
- ディケンズ『クリスマス・ストーリーズ』渓水社 2011
- ディケンズ『クリスマス・ブックス』溪水社 2012
- ディケンズ『逍遥の旅人』溪水社 2013
- ディケンズ『翻刻掌篇集、ホリデー・ロマンス他』溪水社 2014
- ディケンズ『ハンフリー親方の時計 御伽英国史』溪水社 2015
- ディケンズ『ボズの素描滑稽篇／物臭徒弟二人のなまくら』溪水社 2015
- ディケンズ『アメリカ探訪／イタリア小景』溪水社 2016
- 『ディケンズ全集　書簡集』全12巻、萌書房 2021-
- 『ディケンズ全集 ドンビー父子　上・下』萌書房 2021- ※上記の改訳ほか全作品を収録予定